# Attilio Celant
Attilio Celant (Polcenigo, 28 dicembre 1942) è un economista e geografo italiano.
Si laurea in Economia e Commercio alla “Sapienza” Università di Roma nel 1968. Dal 1969 al 1972 è Redattore presso l'Istituto dell'Enciclopedia Italiana (Treccani) e dal 1972 al 2000 Responsabile della Sezione di Geografia e della Cartografia Tematica.
Dal 1971 è docente universitario, dal 1972 assistente ordinario, dal 1982 professore associato, dal 1986 professore straordinario e dal 1989 ordinario.
Celant è stato Presidente dell'Associazione Alumni dei Laureati in Economia alla Sapienza - Università di Roma, associazione che ha al suo interno alcuni tra i più illustri rappresentanti dell’intellighenzia economica italiana.

## Carriera Accademica

### “Sapienza” Università di Roma
- Membro del Senato Accademico in qualità di Preside della Facoltà di Economia (2002-2011)
- Presidente del Collegio dei Direttori di Dipartimento (1997-2002)
- Consigliere di Amministrazione (1998-2002)
- Presidente dell'Ateneo Federato delle Scienza Umanistiche, Giuridico ed Economiche (2007-2008)

### “Sapienza” Università di Roma - Facoltà di Economia

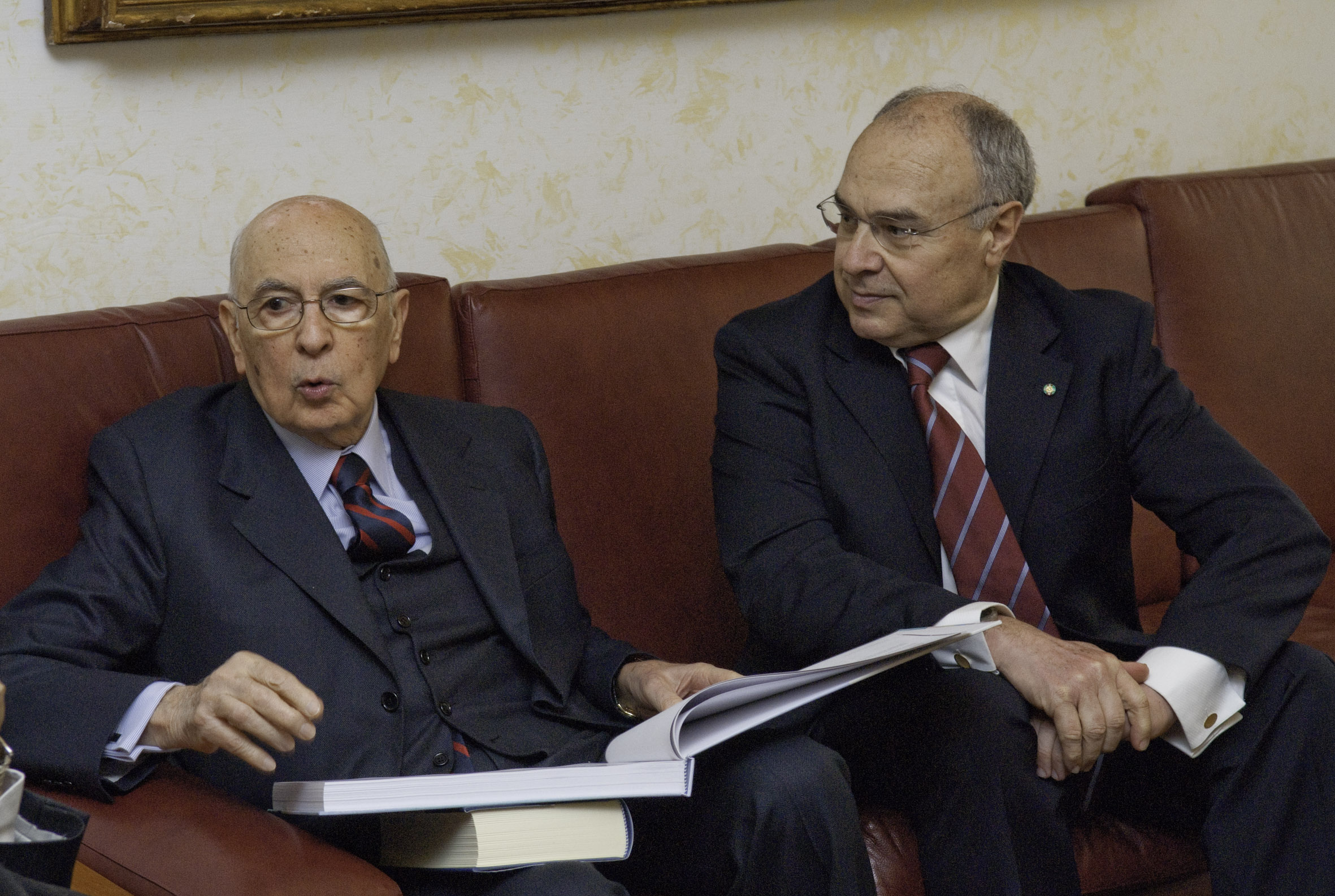
Il Presidente Napolitano e Celant prima del convegno in memoria del Prof. Ezio Tarantelli.

- Assistente Ordinario di Geografia Economica (1972-1983); per l'anno accademico 1971/72 e dall'anno accademico 1973/74 fino all'anno accademico 1982/83 è Professore Incaricato di Geografia Economica.
- Professore Associato di Geografia Economica (1983-1986).
- Professore Incaricato di Geografia Economica (1986-1991).
- Professore Ordinario di Geografia Economica (1991-oggi).
- Direttore del Corso di Perfezionamento in “Economia del Turismo” (1998-2000).
- Direttore del Master “Economia e Management del Turismo” (2000-2010).
- Direttore del Dipartimento di Studi Geoeconomici, Linguistici, Statistici, Storici per l'Analisi Regionale (1994-2002).
- Preside della Facoltà di Economia della “Sapienza” Università di Roma (2002-2011).

### LUISS Guido Carli - Facoltà di Economia
- Professore Incaricato di Geografia Politica ed Economica (1985-1986).

### Università degli Studi di Udine - Facoltà di Lingue e Letterature Straniere
- Professore straordinario di Geografia Politica ed Economica (1986-1989).
- Professore ordinario di Geografia Politica ed Economica (1989-1991).

### University of Pennsylvania - State College – Dept. of Geography
- Visiting professor (1982)

### Tbilisi State University (TSU) - Facoltà di Economia
- Visiting professor (2012)

## Attività scientifica
L'attività scientifica si è sviluppata su più linee di ricerca. Ha affrontato temi di sviluppo regionale e di squilibri territoriali con particolare attenzione alla Questione meridionale; ha svolto ricerche sui paesi in via di sviluppo, in particolare sulla regione indiana e sull'area del Sahel. Ha affrontato temi di metodologia della geografia, dell'evoluzione del pensiero geografico e del ruolo degli strumenti quantitativi nella disciplina. Si è occupato di problemi relativi allo sviluppo del turismo, alle connessioni con lo sviluppo economico e con il territorio. Ha trattato temi di commercio internazionale, con particolare attenzione ai fattori della competitività del territorio.
Ha partecipato a numerosi Congressi Nazionali di Geografia, presentando contributi, svolgendo relazioni di base (nel 1986 a Torino) o invited paper (1996 a Trieste, per la tavola rotonda inaugurale).
Ha preso parte a numerosi Congressi internazionali di Geografia, presentando apprezzati contributi: Montréal (1972), Mosca (1976), Tokyo (1980).
- 1986: Ha svolto la relazione di base al “Convegno sulla ricerca geografica in Italia 1960-1980”.

Inoltre, ha partecipato a convegni annuali dell'AAG (Association of American Geographers), della RSA (Regional Science Association), dell'AISRE (Associazione Italiana di Scienza regionali).
- 1979-1990: Ha coordinato le ricerche dei Gruppi di lavoro nazionali su tematiche relative a: “Sviluppo e sottosviluppo: i paesi del Terzo Mondo”; “Tradizione e modernità nei processi di sviluppo dei paesi dell'area saheliana”.
- 1982-1990: Coordinatore di unità operative del Progetto Finalizzato Trasporti, prima, e quindi del Progetto Finalizzato Economia Italiana, entrambi promossi e finanziati dal Consiglio Nazionale delle Ricerche.
- 1989-1991: Coordinatore della Ricerca Nazionale MURST sulla cartografia tematica.
- 1991-1993: Ha partecipato al progetto “Quadroter e Uomo Ambiente” del Consiglio Nazionale delle Ricerche.
- 1995-1997: Coordinatore locale del Progetto “Il turismo come fattore di crescita, competitività ed occupazione del Mezzogiorno” del Consiglio Nazionale delle Ricerche.
- 1997-1998: Coordinatore locale del progetto “Turismo e squilibri regionali” nell'ambito del Progetto Strategico Turismo del Consiglio Nazionale delle Ricerche.
- 1999-2000: Coordinatore nazionale del Progetto “Innovazione Tecnica e gestionale e valorizzazione ambientale per l'agriturismo di qualità” del POM Misura 2.
- 2000-2001: Coordinatore locale del progetto “Turismo e squilibri regionali: il ruolo dei siti turistici minori” nel Secondo Progetto Strategico “Turismo e Sviluppo economico” del Consiglio Nazionale delle Ricerche.
- 2002-2004: Coordinatore scientifico nazionale del PRIN “"Turismo e crescita produttiva: fattori locali e competitività del territorio".
- 2005-2007: Coordinatore scientifico nazionale del PRIN “Sviluppo turistico e trasformazioni territoriali.  Aree urbane, ecosistemi e complessità regionale”.

## Altre attività
- 1983-1986: Ha partecipato all'ideazione scientifica, alla realizzazione e alla pubblicazione dell' “Atlante economico-commerciale d'Italia”, edito da Valerio Levi editore nel 1987.
- 1974 ad oggi: Condirettore della collana Geografia e Società pubblicata per Franco Angeli (oltre ottanta volumi).
- 1985-1990: Condirettore collana Studi superiori, serie Geografia per La Nuova Italia Scientifica, Roma.
- 2000-2002: Condirettore del primo supplemento della Piccola Enciclopedia Italiana (Treccani), 2 voll.,  2002.
- 2002-2005: Condirettore del XXI secolo-VII appendice della Grande Enciclopedia Italiana, opera in tre voll. (2006-2007).
- 2006-2009: Condirettore dell'opera XXI secolo in 6 voll., 2009-2010 della Grande Enciclopedia Italiana.
- 2009-2012: Opinionista economico per il TG1 Economia.
- 2012: Panelist del European Forum for New Ideas - EFNI (Forum Europeo per le Nuove Idee), organizzato a Sopot dalla Polska Konfederacja Pracodawców Prywatnych Lewiatan (Associazione Polacca dei Datori di Lavoro Privati Lewiatan) in collaborazione con Business Europe[3].

È, inoltre, membro del Consiglio di Gestione del Centro Studi Americani e del Consiglio di Amministrazione della Società Geografica Italiana.

## Pubblicazioni
- 1970 - A. Celant, Geografia e sviluppo regionale: un approccio metodologico per l'individuazione di unità territoriali intermedie, su Notiziario di Geografia Economica, Roma.
- 1970 - A. Celant, Pordenone: la 4ª provincia della regione Friuli-Venezia Giulia,  su Notiziario di Geografia Economica, Roma.
- 1971 - A. Celant, Didattica e contenuti scientifici della geografia: un divario da attenuare, Le Monnier, Firenze.
- 1971 - A. Celant, Bolzano: le previsioni demografiche e il ruolo della geografia, su Notiziario di Geografia Economica, Roma.
- 1971 - A. Celant, La siderurgia di Bolzano: il caso di un insediamento volontaristico, su Notiziario di Geografia Economica, Roma.
- 1972 - A. Celant, Biblioteca di Geografia Economica,  Le Monnier, Firenze.
- 1972 - A. Celant, Indagine sull'insegnamento della geografia a livello d'istruzione secondaria e ipotesi per una didattica multimediale, RAI, Roma.
- 1972 - A. Celant, La teoria dei Grafi: uno strumento di analisi della geografia economica,  su Rivista di Politica Economica, Roma.
- 1975 - A. Celant, La siderurgia nel mondo, in E. Massi, La Geografia dell'acciaio, vol. 2°, Giuffrè, Milano.
- 1976 - A. Celant, Trasporti e porti del Mezzogiorno nel quadro della politica meridionalista, su Rivista di Politica Economica, Roma.
- 1977 - A. Celant et al., Il 23º Congresso geografico internazionale, Società geografica italiana, Roma.
- 1977 - A. Celant et al., Funzione della geografia in un mondo in trasformazione: Atti del Seminario in onore di C. Della Valle ed E. Migliorini, s.n.
- 1979 - A. Celant et al., I nuovi programmi della scuola media: guida all'innovazione didattica e all'educazione democratica, Marsilio, Venezia.
- 1979 - A. Celant - Il Mezzogiorno italiano, su Europa e Regione.
- 1979-1980 - A. Celant e P. Migliorini, traduzione e cura di tredici volumi di Geografia e Storia del Mondo, Laterza, Roma-Bari.
- 1983 - A. Celant a cura di, edizione italiana del volume di R. Huggett, Analisi dei sistemi e spazio geografico, Franco Angeli, Milano.
- 1983 - A. Celant et al.,  Terzo mondo e nuove strategie di sviluppo, Franco Angeli, Milano.
- 1984 - A. Celant (a cura di A. Celant e A. Vallega), Il pensiero geografico in Italia,  Franco Angeli, Milano.
- 1986 - A. Celant, La geografia dei divari territoriali in Italia, Sansoni, Firenze.
- 1988 - A. Celant (a cura di), Nuova città, nuova campagna: l'Italia nella transizione, Pàtron, Bologna.
- 1988 - A. Celant et al., Nuova città, nuova campagna, spazio fisico e territorio, Patron, Bologna.
- 1989 - A. Celant et al., Struttura urbana e terziario alle imprese, CNR, Milano.
- 1990 - A. Celant, I fondamenti della Geografia Economica, Kappa, Roma.
- 1990 - A. Celant, Una classificazione della rete urbana italiana secondo la dotazione di servizi alle imprese, Quaderni di Studi e Ricerche n 2, Pubblicazione del Dipartimento, Roma.
- 1992 - A. Celant, Caratteri generali e dinamica recente del fenomeno urbano in Italia, Il fenomeno urbano in Italia: interpretazioni, prospettive, politiche (a cura di G. Dematteis), Angeli, Milano.
- 1993 - A. Celant, Città e terziario. I servizi alle famiglie e alle imprese per la valutazione dell'effetto città", Ecologia antropica, gennaio-agosto.
- 1994 - A. Celant, Geografia degli squilibri: i fattori economici e territoriali nella formazione e nell'andamento dei divari regionali in Italia, Kappa, Roma.
- 1994 - A. Celant, Logica sistemica e compartimentazione territoriale: le "città metropolitane", Scritti in onore di Mario Lo Monaco, Kappa, Roma.
- 1993 - A. Celant, Il Sahel: un sistema in crisi. Le ragioni alla base del processo di destrutturazione di una regione storico-naturale, su Rivista Geografica Italiana, dicembre.
- 1994 - A. Celant, Geografia degli squilibri, Kappa, Roma.
- 1994 - A. Celant, Eliminating the Gap. Public Policies and the Development of the Italian South, Restructuring Processes in Italy, Società Geografica Italiana, Roma.
- 1995 - A. Celant (a cura di), Sahel. Geografia di una sconfitta, Pacini, Pisa.
- 1999 - A. Celant, Turismo e squilibri regionali, su Rivista Geografica Italiana, Firenze.
- 1999 - A. Celant, Gli apporti del turismo e il loro contributo alla formazione degli squilibri territoriali in Italia, in M. Colantoni (a cura di) Turismo: una tappa per la ricerca, Pàtron, Bologna.
- 1999 - A. Celant, Per una geografia del commercio estero italiano, in A. Celant (a cura di) Commercio estero e competitività internazionale. Imprese e squilibri territoriali in Italia, SGI, Roma.
- 1999 - A. Celant, Il turismo come fattore di crescita, competitività e occupazione nel Mezzogiorno e nel contesto delle regioni italiane ed europee, contributi presentati al Convegno di Pontignano, Siena 14-15 settembre 1998.
- 2000 - A. Celant, Caratteri locali, ambiente e sostenibilità come risorse competitive nei percorsi per il riequilibrio produttivo dei sistemi territoriali italiani, in A. Celant (a cura di) Ecosostenibilità e risorse competitive, SGI, Roma.
- 2001 - A. Celant (a cura di), Sviluppo rurale e agriturismo di qualità nel mezzogiorno, Pàtron, Bologna.
- 2002 - A. Celant (a cura di), Competizione territoriale nelle regioni italiane: la geografia come fattore di crescita economica, Società geografica italiana, Roma.
- 2002 - A. Celant (a cura di), Supplemento Piccola Treccani, Roma.
- 2003 - A. Celant (a cura di), I siti turistici minori e le zone interne del Mezzogiorno d'Italia, in M. Colantoni (a cura di), Turismo: fattore di sviluppo, Pàtron, Bologna, ISBN 978-88-55-52703-3
- 2004 - A. Celant (a cura di), Turismo e crescita produttiva, i fattori locali e competitività del territorio, Programma Cofin MIUR, Roma.
- 2005 - A. Celant, Competitività internazionale e squilibri territoriali. Il ruolo dell'organizzazione territoriale nell'andamento dei divari tra sistemi locali e il declino del Sistema Paese, Roma.
- 2007 -  A. Celant (a cura di), Global Tourism and Regional Competitiveness, Pàtron, Bologna, ISBN 978-88-55-52921-1.
- 2007 - A. Celant (a cura di), Sviluppo turistico e trasformazioni territoriali. Aree urbane, ecosistemi e complessità regionale, Programma Cofin MIUR, Roma.
- 2009 - A. Celant e M. A. Ferri (a cura di), L'Italia. Il declino economico e la forza del turismo. Marchesi Grafiche, Roma, ISBN 978-88-86248-10-5.
- 2010 - A. Celant, Contesto geopolitico, logistica e sistema dei trasporti, in Italia che c'è. Reti territoriali per l'unità e la Crescita, Italiadecide rapporto 2010, Il Mulino, Bologna, ISBN 978-88-15-14694-6.
- 2010 - A. Celant, Sviluppo turistico e trasformazioni territoriali. Fattori di forza e fattori di vulnerabilità di un settore produttivo in Italia, in Scritti in onore di Manlio Resta, ISBN 978-88-13-29917-0.
- 2011 - A. Celant (a cura di), 100 anni … e la storia continua. Gli eventi della Facoltà con parole e immagini, Marchesi Grafiche, Roma, ISBN 978-88-86248-16-7.
- 2011 - A. Celant, Il turismo nelle regioni dell'Italia di NE.

## Premi
- 2010: Premio San Marco, promosso dall'Accademia San Marco di Pordenone, conferito in quanto "esempio da seguire e riferimento nel mondo accademico nazionale ed internazionale"[7].